# サム・オスティーン
サム・オスティーン（Sam O'Steen, 本名：Samuel Alexander O'Steen、1923年11月6日 - 2000年10月11日）は、アメリカ合衆国の映画編集技師、テレビ映画監督。サム・オースティ（ー）ンとも表記される。
アーカンソー州グリーン郡パラグールド出身、カリフォルニア州バーバンクで育つ。
1956年、『間違えられた男』の編集助手となり、その後ワーナー・ブラザースで編集技師として働く。ロマン・ポランスキーやアラン・J・パクラ、マイク・ニコルズ監督作品の編集を多く手がけ、『卒業』で第22回英国アカデミー賞編集賞を受賞した。また、アカデミー編集賞に3回ノミネートされている。1970年代からテレビ映画の監督も担当した。
2000年10月11日、76歳で死去。

## 主な作品
編集
- 七人の愚連隊 Robin and the 7 Hoods (1964)
- 彼氏はトップレディ Kisses for My President (1964)
- 若き日の恋 Youngblood Hawke (1964)
- 勇者のみ None But The Brave (1965)
- 結婚専科 Marriage on the Rocks (1965)
- バージニア・ウルフなんかこわくない Who's Afraid of Virginia Woolf? (1966)
- ホテル Hotel (1967)
- 暴力脱獄 Cool Hand Luke (1967)
- 卒業 The Graduate (1967)
- ローズマリーの赤ちゃん Rosemary's Baby (1968)
- くちづけ The Sterile Cuckoo (1969)
- キャッチ=22 Catch-22 (1970)
- 愛の狩人 Carnal Knowledge (1971)
- イルカの日 The Day of the Dolphin (1973)
- チャイナタウン Chinatown (1974)
- ハリケーン Hurricane (1979)
- 悪魔の棲む家PART2 Amityville II: The Possession (1982)
- シルクウッド Silkwood (1983)
- 心みだれて Heartburn (1986)
- 消えたセクシー・ショット Nadine (1987)
- フランティック Frantic (1988)
- ブルースが聞こえる Biloxi Blues (1988)
- ワーキング・ガール Working Girl (1988)
- 白く渇いた季節 A Dry White Season (1989)
- ハリウッドにくちづけ Postcards from the Edge (1990)
- 心の旅 Regarding Henry (1991)
- 隣人 Consenting Adults (1992)
- ウルフ Wolf (1994)
- NY検事局 Night Falls on Manhattan (1996)
- バウンティ・キッド The White River Kid (1999)

監督
- スターダストの女王 Queen of the Stardust Ballroom (1974) テレビ映画
- スパークル Sparkle (1976)
- 太陽を盗め High Risk (1976) テレビ映画
- 続・ローズマリーの赤ちゃん/悪魔の子が生まれて8年が経った… Look What's Happened to Rosemary's Baby (1976) テレビ映画